# مركز هاري رانسوم

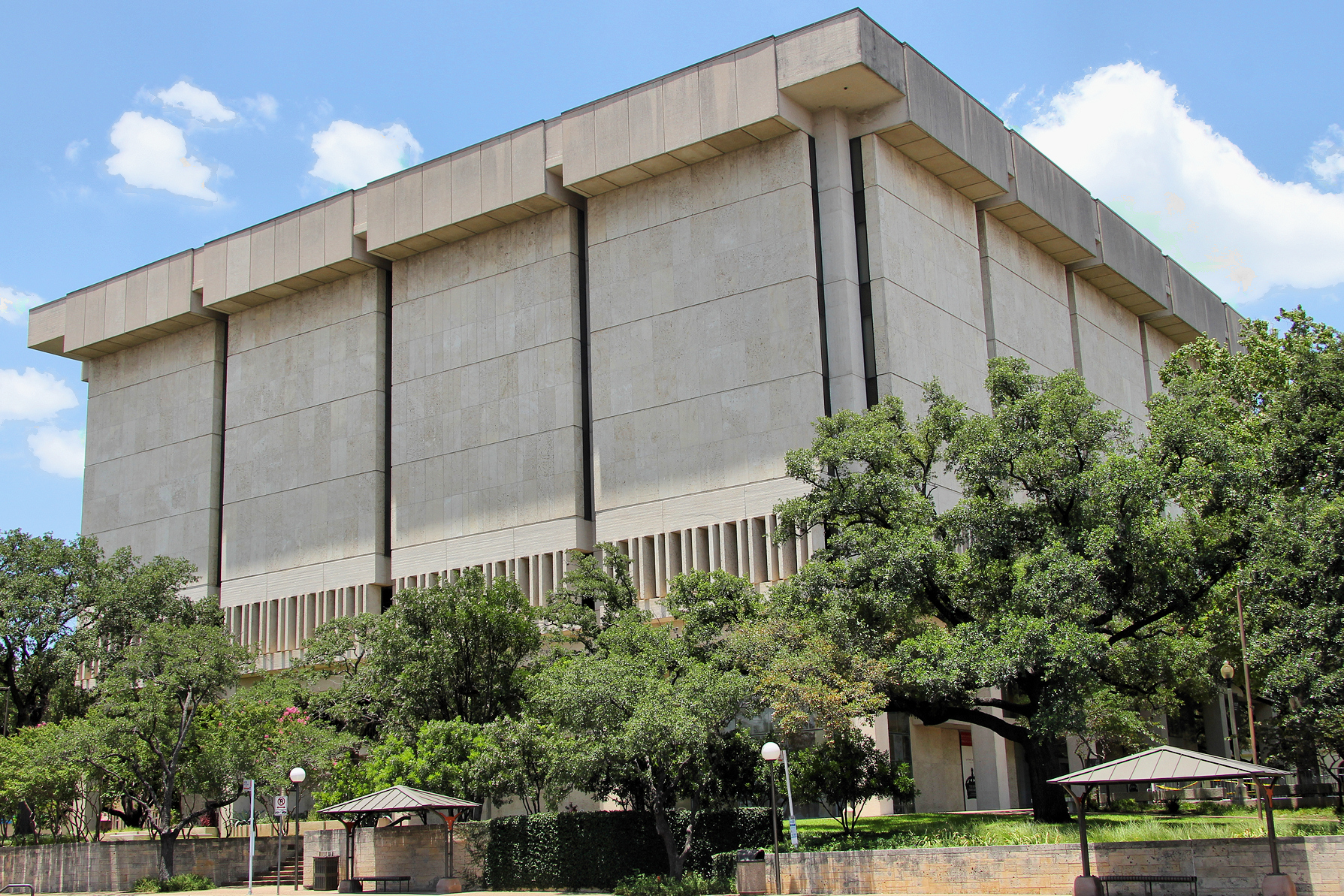
صورة لمركز هاري رانسوم التقطت سنة 2012

مركز هاري رانسوم (والذي حمل اسم مركز أبحاث العلوم الإنسانية، حتى العام 1983) هو عبارة عن أرشيف، ومكتبة، ومتحف مقره في جامعة تكساس في أوستن، يتخصص في جمع المقتنيات الأدبية والثقافية من الأمريكتين وأوروبا للإسهام في خدمة دراسة الفنون والعلوم الإنسانية. يضم مركز هاري رانسوم 36 مليون مخطوطة أدبية، ومليون كتاب نادر، وخمسة ملايين صورة فوتوغرافية، وما يزيد عن 100,000 عمل فني.
يشتمل المركز على غرفة قراءة للباحثين، وصالات يُعقد فيها معارض دورية لعرض الأعمال والموجودات من ممتلكات المركز. في السنة الأكاديمية 2015-2016، استضاف المركز 6000 زيارة بحثية تقريبًا أفضت إلى نشر أكثر من 145 كتابًا.

## نبذة تاريخية

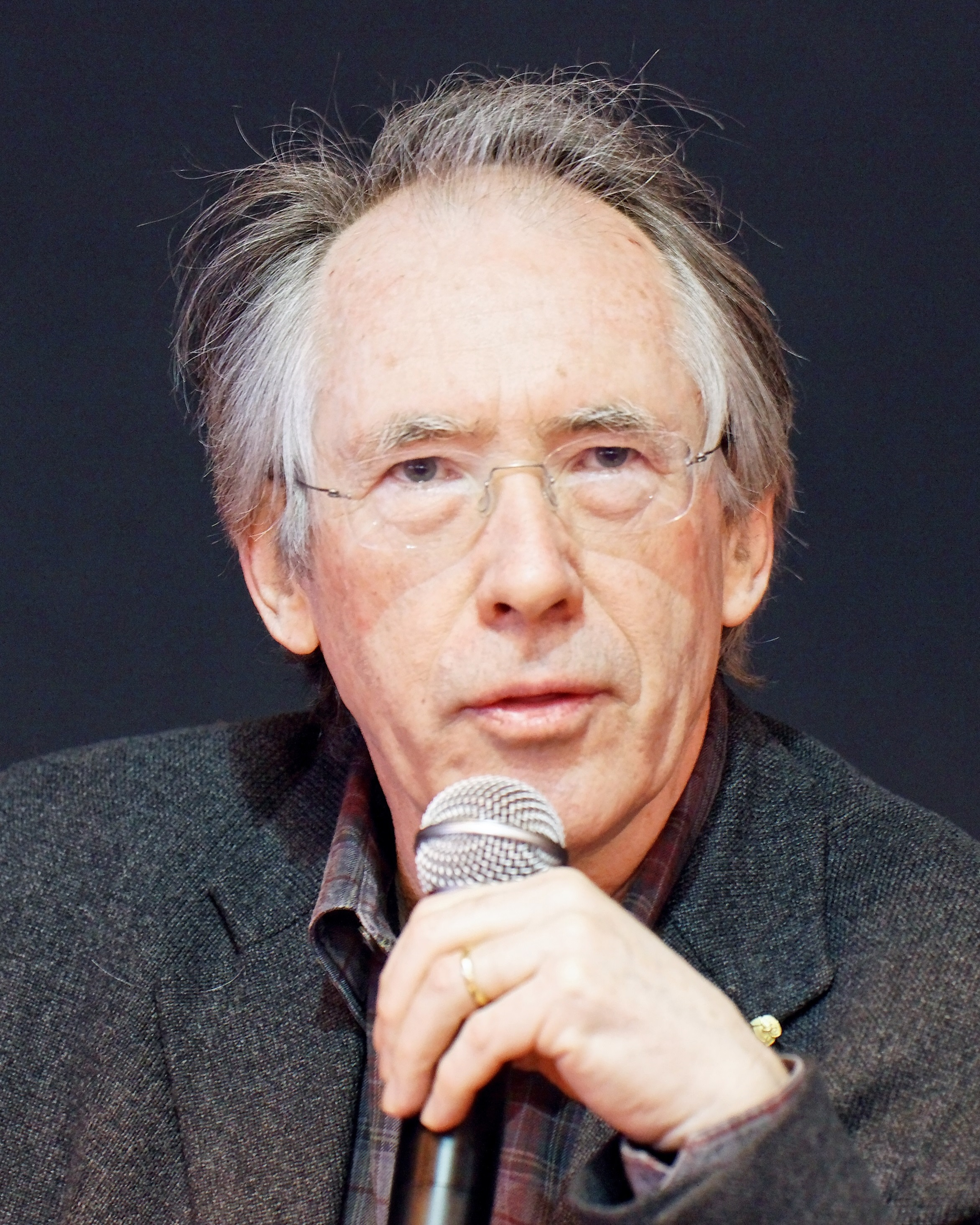
إيان ماك إيوان، كاتب بريطاني، خلال مهرجان باريس للكتاب 2011

أسس هاري رانسوم مركز أبحاث العلوم الإنسانية في العام 1957 سعيًا منه إلى إغناء مجموعة الكتب النادرة ومقتنيات المخطوطات في جامعة تكساس. تحصل رانسوم على مجموعة إدوارد ألكساندر بارسنز، ومجموعة تي إدوارد هينلي، ومجموعة نورمان بل غيدس.
اضطلع رانسوم نفسه بمنصب المدير الرسمي للمركز من العام 1958 حتى 1961 فقط، لكنه أشرف على حملات التوسع الكبرى لمجموعات المركز حتى استقالته في العام 1971 من منصب رئيس جامعة تكساس. في العام 1972 انتقل المركز إلى مبناه الحالي.
أصبح إف. وارين روبرتس المدير الرسمي للمركز بين الأعوام 1961 و 1976، واستحوذ على مجموعة هيلموت غيرنزهايم للصور الفوتوغرافية، وأرشيف دي إتش لورانس، وجون ستاينبيك، وإيفلين ووه، وفي العام 1968 تحصّل على مجموعة كارلتون ليك.
بعد انقضاء فترة إدارة روبرتس، عمل جون باين ثم كارلتون ليك مديرَين مؤقتَين من العام 1976 حتى 1980. وفي تلك الفترة (في العام 1978 تحديدًا) تحصّل المركز على نسخته الخاصة والكاملة من إنجيل غوتنبرغ.
في العام 1980، عُيّن ديشيرد تورنر مديرًا للمركز. استحوذ تورنر على مجموعة جورجيو أوزيلي من طبعات دار ألداين،  وأرشيف آن سكستون، ومجموعة روبرت لي وولف لروايات القرن التاسع عشر، ومجموعة بفورتسهايمر، وأرشيف ديفيد أو سليزنيك، وأرشيف غلوريا سوانسون، ومجموعة إرنست ليمان. بعد استقالة ديشيرد تورنر في العام 1988، أصبح توماس إف ستيلي مديرًا للمركز، وقد تحصّل ستالي على تقارير وودوارد وبرنشتاين عن ووترغيت، ونسخة من إنجيل بلانتين متعدد اللغات، وما يزيد عن 100 أرشيف أدبي. في سبتمبر من العام 2013، عُيّن ستيفن إينيس مديرًا لمركز رانسوم. قبل ذلك، عمل إينيس أمينًا لمكتبة فولجر الشكسبيرية. خلال إدارة إينيس، استمر مركز رانسوم في جمع المزيد من محفوظات الأرشيف، ومن ذلك أرشيف كازوو إيشغورو، وآرثر ميلر، وإيان ماك إيوان.
في العام 1983، غُيّر اسم المركز من مركز أبحاث العلوم الإنسانية إلى مركز هاري رانسوم.

## أبرز المقتنيات
يضم مركز رانسوم غرضَين بارزَين ضمن مجموعة مقتنياته، وهما إنجيل غوتنبرغ (ومن المعروف أنه لا يوجد سوى 20 نسخة كاملة غيرها)، والصورة التي التقطها الفرنسي نيسيفور نييبس في العام 1826 تقريبًا منظر من نافذة في لو غرا، والتي تُعتبر أول صورة فوتوغرافية ناجحة التُقطت للطبيعة. وتقف هذه المقتنيات في عرض دائم في الصالة الرئيسية للمركز.
بالإضافة إلى ما تقدم، يوجد في المركز الكثير من الوثائق والآثار ذات الأهمية الثقافية. تضم أبرز مقتنيات المركز أعمالًا من ميادين الأدب المعاصر، والفنون التمثيلية، والتصوير الفوتوغرافي.